# Indigofera bongensis
Indigofera bongensis là một loài thực vật có hoa trong họ Đậu. Loài này được Kotschy & Peyr. miêu tả khoa học đầu tiên.